# Matheus Rossetto
Matheus Rossetto (Santo Amaro da Imperatriz, Santa Catarina, Brasil, 3 de junio de 1996) es un futbolista brasileño. Juega de centrocampista y su equipo es el Fortaleza E. C. del Campeonato Brasileño de Serie A.

## Trayectoria
Rossetto entró a las inferiores del Atlético Paranaense en 2009 a los 12 años. Debutó en el primer equipo el 2 de mayo de 2015, como sustituto en el segundo tiempo en la victoria por 5-0 sobre Nacional por el Campeonato Paranaense.
El 15 de diciembre de 2015 fue enviado a préstamo al Ferroviária. Anotó el primer gol de su carrera como sénior el 25 de febrero de 2016 en la derrota por 2-3 ante Ituano.
De regreso al Furacão en mayo de 2016, Rossetto debutó en la Serie A el 30 de julio en la derrota por 0-2 ante Sport de Recife. El jugador formó parte del plantel que ganó la Copa Sudamericana 2018.
El 3 de febrero de 2020 el centrocampista fichó por el Atlanta United de la Major League Soccer.
En febrero de 2024 estuvo a punto de fichar por el Real Zaragoza. Sin embargo, a pesar de viajar a la ciudad, el club descartó su fichaje en el último momento.

## Estadísticas

### Clubes
Actualizado al último partido disputado el 8 de octubre de 2023.
| Athletico Paranaense · Brasil | 1.ª           | 2015          | 0   | 0 | 1  | 0 | 0  | 0 | 0  | 0 | 1   | 0 |
| Athletico Paranaense · Brasil | 1.ª           | 2016          | 15  | 2 | 0  | 0 | 0  | 0 | 0  | 0 | 15  | 2 |
| Athletico Paranaense · Brasil | 1.ª           | 2017          | 31  | 1 | 13 | 1 | 4  | 0 | 11 | 0 | 59  | 2 |
| Athletico Paranaense · Brasil | 1.ª           | 2018          | 18  | 2 | 0  | 0 | 7  | 0 | 3  | 0 | 28  | 1 |
| Athletico Paranaense · Brasil | 1.ª           | 2019          | 7   | 0 | 3  | 1 | 0  | 0 | 0  | 0 | 10  | 1 |
| Athletico Paranaense · Brasil | Total club    | Total club    | 71  | 5 | 17 | 2 | 11 | 0 | 14 | 0 | 113 | 7 |
| Ferroviária (préstamo) · Brasil | Reg.          | 2016          | 0   | 0 | 10 | 1 | 1  | 0 | 0  | 0 | 11  | 1 |
| Ferroviária (préstamo) · Brasil | Total club    | Total club    | 0   | 0 | 10 | 1 | 1  | 0 | 0  | 0 | 11  | 1 |
| Atlanta United Estados Unidos | 1.ª           | 2020          | 15  | 0 | 0  | 0 | 0  | 0 | 2  | 0 | 17  | 0 |
| Atlanta United Estados Unidos | 1.ª           | 2021          | 22  | 0 | 0  | 0 | 0  | 0 | 0  | 0 | 22  | 0 |
| Atlanta United Estados Unidos | 1.ª           | 2022          | 24  | 0 | 0  | 0 | 1  | 0 | 0  | 0 | 25  | 0 |
| Atlanta United Estados Unidos | 1.ª           | 2023          | 29  | 1 | 0  | 0 | 0  | 0 | 2  | 0 | 31  | 1 |
| Atlanta United Estados Unidos | Total club    | Total club    | 90  | 1 | 0  | 0 | 1  | 0 | 4  | 0 | 95  | 1 |
| Atlanta United 2 Estados Unidos | 2.ª           | 2021          | 2   | 0 | 0  | 0 | 0  | 0 | 0  | 0 | 2   | 0 |
| Atlanta United 2 Estados Unidos | Total club    | Total club    | 2   | 0 | 0  | 0 | 0  | 0 | 0  | 0 | 2   | 0 |
| Total carrera | Total carrera | Total carrera | 163 | 6 | 27 | 3 | 12 | 0 | 18 | 0 | 220 | 9 |
| (1) Incluye datos del Campeonato Paranaense y el Campeonato Paulista (2) Incluye datos de la Copa de Brasil (3) Incluye datos de la Copa Sudamericana y la Liga de Campeones de la Concacaf |               |               |     |   |    |   |    |   |    |   |     |   |

## Palmarés

### Títulos regionales
| Título                | Club                 | Región          | Año  |
| --------------------- | -------------------- | --------------- | ---- |
| Campeonato Paranaense | Athletico Paranaense | Paraná          | 2019 |
| Copa do Nordeste      | Fortaleza EC         | Región Nordeste | 2024 |

### Títulos nacionales
| Título         | Club                 | País   | Año  |
| -------------- | -------------------- | ------ | ---- |
| Copa de Brasil | Athletico Paranaense | Brasil | 2019 |

### Títulos internacionales
| Título                     | Equipo               | Sede            | Año  |
| -------------------------- | -------------------- | --------------- | ---- |
| Copa Sudamericana          | Athletico Paranaense | América del Sur | 2018 |
| Copa J.League-Sudamericana | Athletico Paranaense | Japón           | 2019 |